# Hrabstwo Callahan

Piramida wieku hrabstwa

Hrabstwo Callahan – rolnicze hrabstwo w USA, w centralnym Teksasie, z siedzibą w miasteczku Baird. Jest częścią obszaru metropolitalnego Abilene.
Większość mieszkańców to ewangelikalni protestanci.

## Gospodarka
73% areału gospodarstw zajmują pastwiska, 16% uprawy i 9% to obszary leśne. 
- hodowla koni, owiec, kóz, bydła, drobiu i świń[3]
- uprawa drzewek świątecznych i bawełny[4]
- akwakultura[4]
- (niewielkie) wydobycie ropy naftowej i gazu ziemnego[5].

## Sąsiednie hrabstwa
- Hrabstwo Shackelford (północ)
- Hrabstwo Eastland (wschód)
- Hrabstwo Brown (południowy wschód)
- Hrabstwo Coleman (południe)
- Hrabstwo Taylor (zachód)
- Hrabstwo Jones (północny zachód)

## Miasta
- Baird (stolica)
- Clyde (największe miasto)
- Cross Plains
- Putnam

## Demografia
W latach 2000–2024 populacja hrabstwa wzrosła o 13,3%. Hrabstwo liczy 14,6 tys. mieszkańców, w tym 82,2% stanowią biali niebędący Latynosami. Mieszkańcy deklarują głównie pochodzenie irlandzkie (14,2%), niemieckie (13,1%), mieszane (10%), meksykańskie (9,9%), „amerykańskie” (9,2%), angielskie (8,2%) i szkockie lub szkocko–irlandzkie (5,1%).

## Drogi główne
- Autostrada międzystanowa nr 20
- U.S. Highway 283
- State Highway 36
- State Highway 206